# Ghiandola salivare

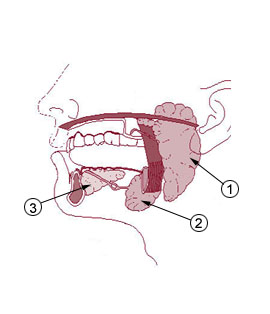
Ghiandole salivari: 1.parotide, 2.sottomandibolare, 3.sottolinguale.

Le ghiandole salivari (lat. glandulae salivariae) sono collocate nell'area della bocca, nonché in alcuni tessuti della faccia e del collo. Le più grandi e conosciute sono la parotide (di tipo acinoso-composto), la sottomandibolare (di tipo tubulo-acinoso), nonché la sottolinguale. Oltre a queste ghiandole salivari maggiori esistono centinaia di minuscole ghiandole chiamate "salivari minori" che risultano localizzate nelle labbra e nella mucosa interna dalla bocca fino alla faringe.
Le ghiandole salivari maggiori sono rappresentate dalla parotide, dalla sottomandibolare e dalla sottolinguale. Sono tre grosse ghiandole extramurali pari, annesse alla bocca, responsabili, per gran parte, della produzione della saliva. Derivano dal rivestimento epiteliale della bocca primitiva e, nel corso dello sviluppo, si accrescono portandosi al di fuori della parete del canale alimentare: la parotide e la sottomandibolare in due logge del collo, la sottolinguale nel pavimento della cavità buccale (o orale) propriamente detta, al di sotto del solco sottolinguale. Non vanno tuttavia perdute, nel corso dello sviluppo, le connessioni delle ghiandole extramurali con le pareti della bocca; tali connessioni si effettuano tramite i condotti escretori che si aprono nella bocca stessa, dove perciò il secreto ghiandolare si riversa. La parotide è annessa al vestibolo della bocca, dove si apre il suo dotto escretore; la sottomandibolare e la sottolinguale sono annessi della cavità buccale propriamente detta, dove si aprono a livello del solco sottolinguale.
Le ghiandole salivari maggiori sono composte da lobuli separati da tessuto connettivo lasso entro cui decorrono i dotti escretori maggiori. I lobuli sono costituiti da acini ghiandolari e da dotti escretori intralobulari. Il secreto degli acini si riversa nei dotti intercalari rivestiti da epitelio cubico o piatto, questi si riuniscono a formare i dotti striati, cosiddetti in quanto l’epitelio di rivestimento cilindrico monostratificato è caratterizzato all’esame microscopico da strie intracitoplasmatiche evidenti nella parte basale. L’aspetto striato deriva dall’orientamento verticale dei mitocondri che sono situati in compartimenti sottili determinati da ripiegamenti della membrana basale. I dotti striati sono intralobulari e confluiscono nei rami dei dotti escretori che decorrono nel connettivo interlobulare. Questi ultimi danno origine ai dotti escretori principali.
I dotti escretori della ghiandola parotide e della sottomandibolare sono particolarmente lunghi e sono denominati dotto di Stenone e dotto di Wharton. Tra la membrana basale e le cellule degli acini e dei dotti intercalari sono presenti le cellule mioepiteliali. Queste, sebbene di origine epiteliale, hanno attività contrattile, in quanto nel citoplasma sono presenti miofibrille, ed hanno la funzione di favorire la progressione del secreto. Le cellule dei dotti, e più raramente quelle degli acini, con l’avanzare dell’età, possono andare incontro ad un particolare tipo di metaplasia; diventano cioè cellule dotate di ampio citoplasma eosinofilo, di aspetto granuloso che sono dette oncociti (da ònkòs, gonfiore) o anche cellule ossifile in quanto si colorano intensamente con l’eosina. All’osservazione ultrastrutturale il citoplasma di tali cellule risulta occupato da numerosi mitocondri.
Entro la capsula della ghiandola parotide è presente tessuto linfatico, talora organizzato in veri e propri piccoli linfonodi. Infine tessuto ghiandolare salivare può ritrovarsi, in condizioni di normalità, anche nei linfonodi laterocervicali adiacenti alla ghiandola. L’associazione con il tessuto linfatico è caratteristica della ghiandola parotide e non si riscontra normalmente nelle altre ghiandole salivari.

## Anatomia macroscopica
Costituiscono macrostrutture pari (organi pieni di origine epiteliale con adenomeri acinosi ramificati) individuabili a livello del margine interno della mandibola, al di sotto del frenulo linguale (ghiandola sottomandibolare e ghiandola sottolinguale) e a livello dell'articolazione temporo-mandibolare (ghiandola parotide). Quest'ultima riversa il secreto sieroso ricco di ptialina, un lisante di natura proteica (enzima), attraverso il dotto di Stenone, che si apre al livello del II molare dell'arcata gengivo-dentaria superiore.

## Anatomia microscopica
Tutte e tre le ghiandole sono a secrezione mista, ma la parotide ha un secreto prevalentemente sieroso, la sottolinguale prevalentemente mucoso, mentre la sottomandibolare è l'unica ad avere pari porzione mucosa e sierosa.
Le ghiandole secernenti sono costituite da 2 tipi di cellule, cellule mucipare e cellule sierose; si possono pertanto distinguere ghiandole mucipare e sierose. Le mucipare producono saliva mucosa cioè saliva che contiene mucina e un enzima, la ptialina, in grado di idrolizzare gli amidi cotti.
La saliva prodotta è un secreto utile per la digestione e la lubrificazione del tubo digerente svolge inoltre un'azione tamponante sull'acidità a livello gastrico perché contiene cloruri e bicarbonati di Na e K.